# 二年生植物

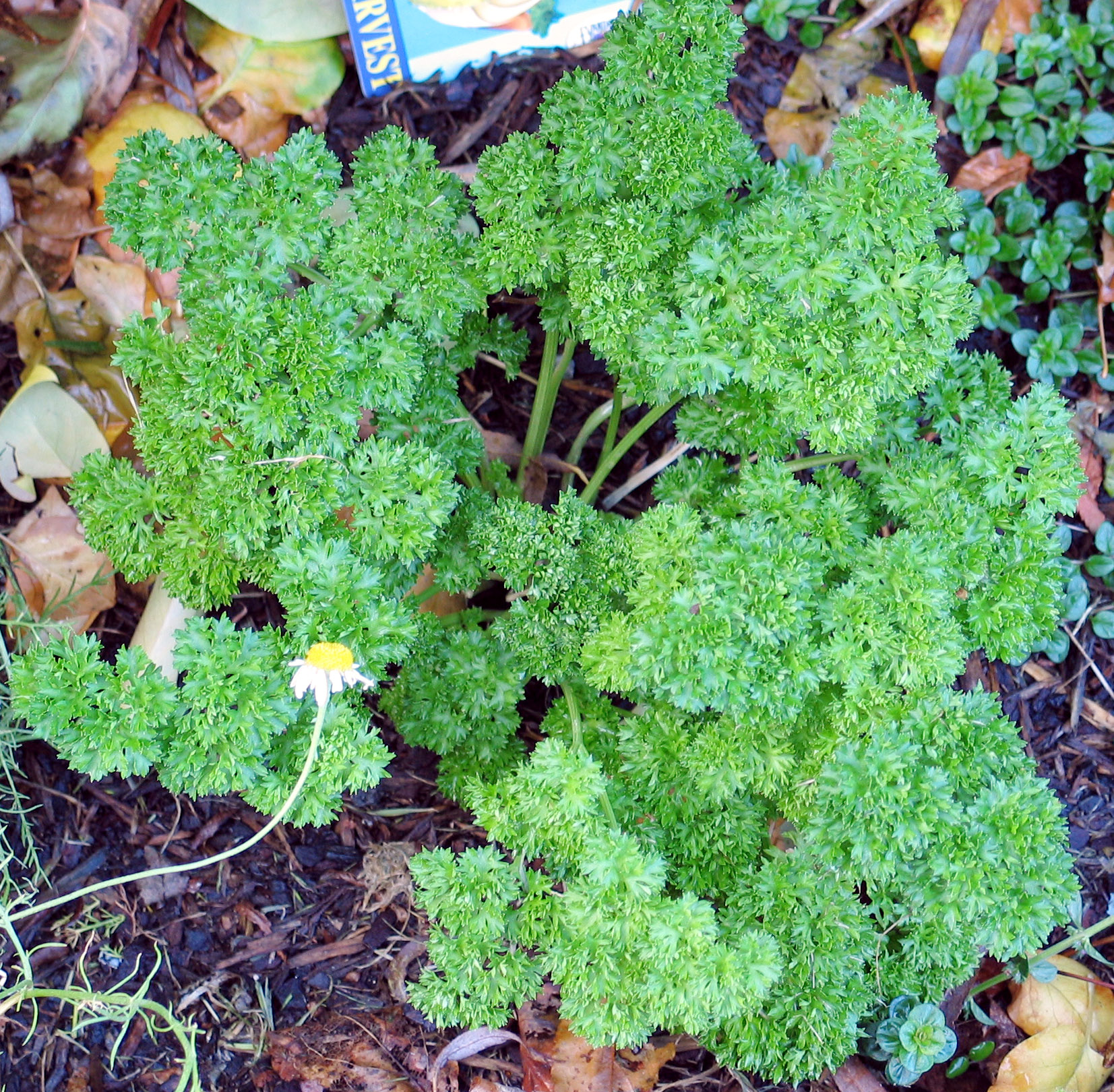
香芹，一種二年生植物

二年生植物是指在兩年期內完成其生命週期的部份被子植物。通常首年會完成發芽、長出根、莖及葉的生長階段，並在寒冷季節進入休眠狀態。這段時期的莖非常短、葉緊貼地面，呈矮叢型。在寒冬及春化現象後於翌年進入生長生殖階段，這段時期植物的莖部會快速地變得長而細，出現抽薹現象。開花、結果並散播種子均在一年內完成，直至死亡。現時已知二年生植物的數目遠少於多年生植物及一年生植物。
在極端的氣候環境下，二年生植物可能會於很短時間（例如僅得三到四個月）完成其生命週期。這種情況常見於在它們未有經歷一年時間的生長階段後，直接因寒冷天氣及春化現象而被催生出開花結果。這種現象使不少人誤以為這些二年生品種不過是一種一年生的植物。除了春化作用外，也有人透過加入植物激素，如赤黴素等以達致開花結果，不過在商業應用上並不常見。某些多年生植物在惡劣環境下，生命週期變短，也有被誤以為二年生的植物。不過二年生植物一生中只會開一次花結一次果，而多年生植物則會每年開花結果。

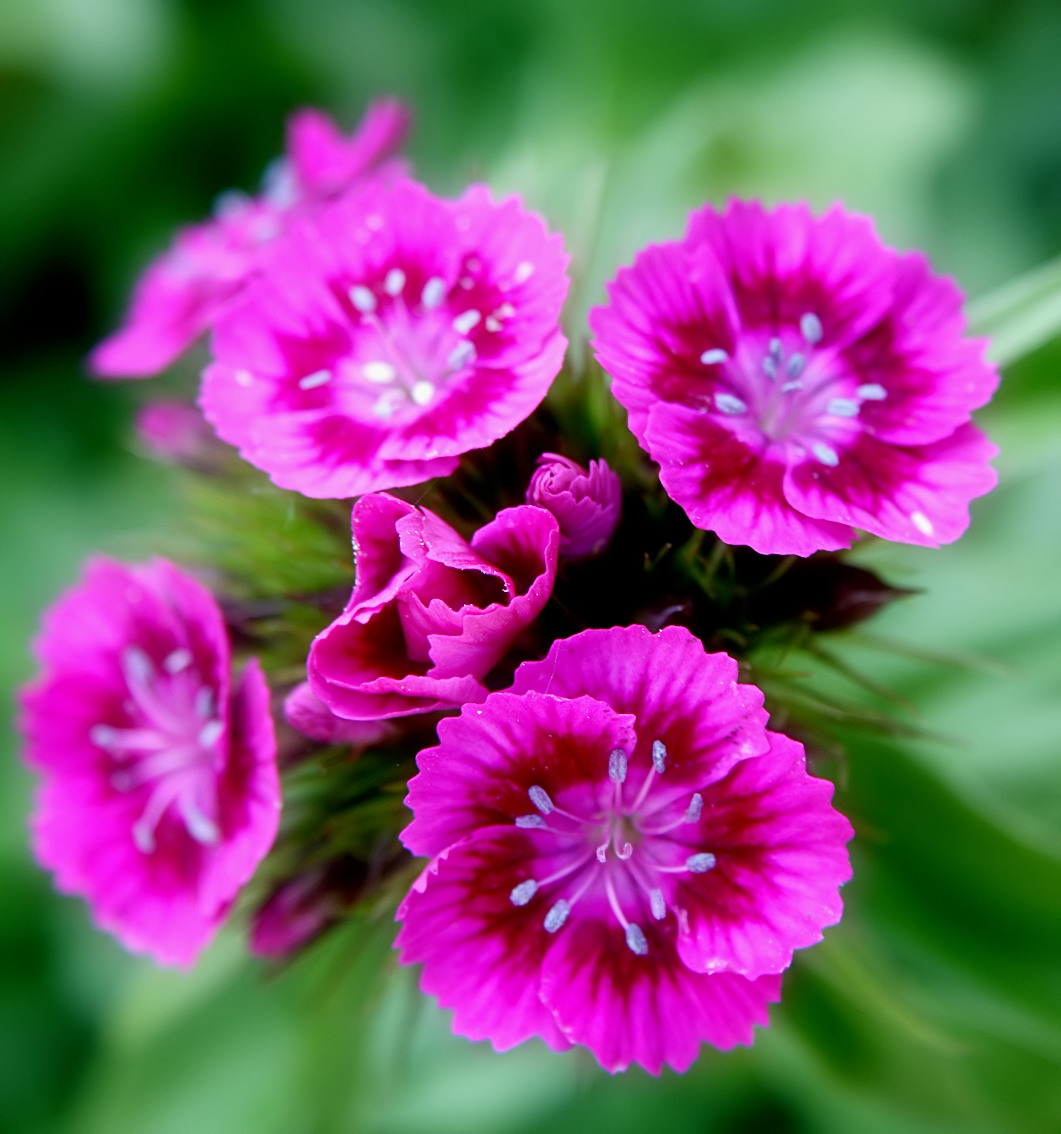
美國石竹

對一個園丁而言，植物的生命週期並不僅取決於其天生的特性，而是在於種植該種植物的目的與所在地。即使是二年生植物，如種植該種植物的目的僅為取得它的葉及根部，那麼一年時間已經足夠，例如甜菜、抱子甘藍、捲心菜、胡蘿蔔、芹菜、香芹及唐萵苣等。相反，如為觀嘗它的花及植子，則取要兩年時間。